# Mikaela Périer
Mikaela Therése Angéle Périer, född 12 oktober 1969, är en svensk journalist, producent och programledare på SVT och Utbildningsradion.
Périer har arbetat som reporter för programmen Kobra, Värsta språket, REA och Rapport. Hon var programledare för TV-programmen Pocket och 24Nöje 2003-2004. 2003 vann hon SVT:s jämställdhetspris Prix Egalia för reportaget "Mansnormen styr vårt språk" från Värsta språket. 2004-2006 var hon redaktör för Utbildningsradions TV-serie Orden med Anna Charlotta. Sedan 2007 är hon anställd som TV-producent på Utbildningsradions barnredaktion och har bland annat gjort barnprogrammen Tunggung, Musiken har landat och Historiepolisen. 2010 skrev hon barnboken Stora ordboken för små tungor.